# Guma ksantanowa
Niektóre z zamieszczonych tu informacji wymagają weryfikacji.
Dokładniejsze informacje o tym, co należy poprawić, być może znajdują się w dyskusji tego artykułu.
 Po wyeliminowaniu niedoskonałości należy usunąć szablon {{Dopracować}} z tego artykułu.
Guma ksantanowa (łac. gummi xanthani) – polisacharyd pochodzenia mikrobiologicznego, hydrokoloid zbudowany z glukozy, mannozy i kwasu glukuronowego oraz częściowo zestryfikowanych kwasów octowego i pirogronowego. Otrzymuje się ją poprzez fermentację węglowodanów przez bakterie Xanthomonas campestris.
Po oczyszczeniu – przez ekstrakcję etanolem lub izopropanolem – ksantan jest suszony i mielony. Guma ksantanowa tworzy pseudoplastyczne roztwory, których lepkość jest bardzo zależna od czynników mechanicznych (mieszanie). Roztwory ksantanu nie reagują na działanie enzymów i zmiany temperatury. Wytrzymują zarówno ogrzewanie, jak i zamrażanie, oraz ponowne rozmrażanie. Dzięki swojej chemicznej i fizycznej stabilności guma ksantanowa jest szczególnie przydatna do zagęszczania silnie kwaśnych lub zasadowych roztworów. Dodatek gumy guar zwiększa znacznie lepkość roztworu gumy ksantanowej. Sama nie tworzy ona żelu, ale z gumą karobową daje żele elastyczne i termoodwracalne. Jest stosowana jako dodatek do żywności i ma symbol E415. Duże ilości gumy ksantanowej zużywane są w przemyśle wiertniczym w celu zwiększenia lepkości płuczki wiertniczej.